# A Night at the Movies
A Night at the Movies ist ein komödiantischer US-amerikanischer Kurzfilm aus dem Jahr 1937. 

## Handlung
Ein Ehepaar beschließt ins Kino zu gehen. Sie studieren die Zeitung auf der Suche nach interessanten Filmen. Dabei stellt sich heraus, dass jedes Kino in der Stadt Doppelvorstellungen anbietet, wobei das Ehepaar den einen oder anderen Film schon kennt. Da der Ehemann Freikarten hat, suchen sie sich ein Kino aus und fahren los. Allerdings vergisst der Ehemann die Freitickets im Auto und zeigt stattdessen das Parkticket vor. Daher ergeben sich einige Probleme, bis das Ehepaar endlich in den Vorführsaal darf.
Endlich sitzen die beiden in ihren Kinosesseln, als der Ehemann einen Hustenanfall bekommt. Die anderen Zuschauer sind verärgert, also geht der Ehemann in die Lobby. Als es ihm besser geht, will er wieder zurück, doch er nimmt die falsche Tür und findet sich auf einer Bühne wieder, umringt von Revuegirls, die zwischen den Filmen ihre Pausenvorführung geben. 

## Auszeichnungen
1938 wurde der Film in der Kategorie Bester Kurzfilm (One-Reel) für den Oscar nominiert.

## Hintergrund
Die Uraufführung fand am 6. November 1937 statt.